# Bjelovar
Bjelovar este un oraș în cantonul Bjelovar-Bilogora, Croația, având o populație de 40.276 de locuitori (2011).

## Demografie
Componența etnică a orașului Bjelovar
     Croați (91,25%)
     Sârbi (4,66%)
     Necunoscut (0,83%)
     Neclasificat (2,5%)
Componența confesională a orașului Bjelovar
     Catolici (86,65%)
     Ortodocși (5,78%)
     Fără religie și atei (3,6%)
     Necunoscută (2,5%)
     Alte religii (1,47%)
Conform recensământului din 2011, orașul Bjelovar avea 40.276 de locuitori. Din punct de vedere etnic, majoritatea locuitorilor (91,25%) erau croați, cu o minoritate de sârbi (4,66%). Apartenența etnică nu este cunoscută în cazul a 0,83% din locuitori. Din punct de vedere confesional, majoritatea locuitorilor (86,65%) erau catolici, existând și minorități de ortodocși (5,78%) și persoane fără religie și atei (3,6%). Pentru 2,5% din locuitori nu este cunoscută apartenența confesională.